# Cryptantha limensis
Cryptantha limensis là loài thực vật có hoa trong họ Mồ hôi. Loài này được (A.DC.) I.M.Johnst. mô tả khoa học đầu tiên năm 1924.